# Magnus von Wedel
Magnus Franz Siegismund von Wedel (* 21. November 1806 in Woltersdorf, Kreis Soldin; † 3. Oktober 1885 in Stühlingen) war ein deutscher Landrat und Politiker aus dem Adelsgeschlecht Wedel.
Von Wedel war der Sohn von Ernst Ewald Leopold von Wedel. Der Vater war Herr auf Denzig, nachmals auf Woltersdorf und Oberst später Brigadier der Gendarmerie. Die Mutter war Caroline Friederike Amalie geborene Kerger. Er heiratete am 26. Oktober 1832 in Quilow Wilhelmine Amalia von Owstien (* 22. Oktober 1808 in Quilow; † 12. August 1888 in Stühlingen), der Tochter des Herren auf Quilow, Menzlin und Vittense, August Friedrich Philipp Gustav Bernhard von Owstien.
Magnus von Wedel wurde im Kadettencorps in Kulm und Berlin erzogen und wurde 1824 Offizier im 2. Infanterie-Regiment. 1837 bat er um den Abschied und übernahm das Gut Menzlin vom Schwiegervater. Er wurde Kompanieführer der Landwehr, dort Hauptmann und 1850 Major. Er war Mitglied der Bezirkskommission für die Grundsteuerregulierung, von 1862 bis 1863 war er Regierungskommissar für die Expropriationen im Kreis Greifswald beim Bau der Angermünde-Stralsunder Eisenbahn. 1864 verpachtete er das Rittergut Menzlin und zog nach Potsdam, kehrte aber im Folgejahr zurück.
Von 1843 bis 1863 war er Kreisdeputierter. 1865 wurde er mit 48 von 58 Stimmen durch die Kreisstände zum ersten Kandidaten für das Landratsamt im Kreis Greifswald gewählt und unter Entbindung von der Landratsprüfung zum Landrat ernannt. Er war von 1865 bis 1880 Landrat.
1850 war er Mitglied des Volkshauses des Erfurter Unionsparlaments. Von 1870 bis 1872 war er Abgeordneter im Preußischen Abgeordnetenhaus.